# دانشگاه المهرست

دانشگاه المهرست یک دانشگاه خصوصی در المهرست، ایلینوی است. این دانشگاه به کلیسای متحد مسیح وابسته است. در ۱ ژوئیه ۲۰۲۰ کالج المهرست نام خود را به دانشگاه المهرست تغییر داد.